# Lycée Chaptal
O Lycée Chaptal, ex Collège Chaptal, é uma grande escola secundária no 8.º arrondissement de Paris, em homenagem a Jean-Antoine Chaptal, com cerca de 2.000 alunos. Foi assumido pela Comuna de Paris em 1848, depois que o fundador passou por dificuldades financeiras. Esperava-se que os alunos seguissem uma carreira no comércio ou na manufatura. O currículo era inovador para a época, com ênfase no francês em vez de estudos clássicos e línguas e ciências modernas. No início, era principalmente um internato para meninos, mas agora é uma escola diurna mista. Os edifícios atuais foram concluídos em 1876. Ex-alunos notáveis incluem Alfred Dreyfus, André Breton, Jean Anouilh, Daniel Hechter e Nicolas Sarkozy.

## Alunos famosos
- Jean-Louis Barrault, um ator francês
- Thérésien Cadet, um botânico francês de Reunião
- Roger Frison-Roche, um alpinista, guia de montanha e escritor francês
- Jean-Louis Le Moigne, um filósofo francês
- Eugène Train, um professor de arquitetura francês

## Ligação externa
- Página oficial